# Johann Theodor von Bayern
Johann Theodor von Bayern (Munique, 3 de setembro de 1703 - Liège, 27 de janeiro de 1763) foi um cardeal do século XVIII

## Biografia
Nasceu em Munique em 3 de setembro de 1703. Da família dos duques da Baviera. Oitavo filho do príncipe Maximiliano II Emanuel, Eleitor da Baviera e Stattholder na Holanda, e sua segunda esposa, a princesa Teresa Cunegunda Sobieska, filha do rei Jan III Sobieski da Polônia. As outras crianças foram Maria Anna von Bayern (1696-1750); Carlos VII, Sacro Imperador Romano desde 1742 (1697-1745); Príncipe Philipp Moritz von Bayern (1698-1719); Príncipe Ferdinand Maria Innozenz von Bayern (1699-1738); Clemens August von Bayern (1700-1761); Príncipe Wilhelm von Bayern (1701-1704); Príncipe Alois Johann Adolf von Bayern (1702-1705); e o príncipe Maximilian Emanuel Thomas von Bayern (1704-1709). Ele também está listado como Ioannes Theodorus de Bavaria; e seu primeiro nome como Gianteodoro.
Estudou na Universidade de Ingolstadt, Baviera, de 1719 a 1721; e na Universidade de Siena de 1721 a 1723. Recebeu a tonsura clerical.
Eleito bispo de Ratisbona (Regensburg) pelo capítulo da catedral, em 29 de julho de 1719; preconizado pelo papa, em 14 de outubro de 1721; não foi consagrado até 1730. O reitor de Ratisbona, Franziskus Wolfgang von Neuhaus, foi nomeado coadministrador para assuntos temporais, em 13 de novembro de 1721. Dois dias depois, 15 de novembro de 1721, Godfried Johannes Lanwert von Simmern, bispo titular de Germanicopoli, foi nomeado administrador dos assuntos espirituais. Concedeu permissão para ser eleito bispo de Freising, em 26 de maio de 1723. Eleito bispo coadjutor de Freising pelo capítulo da catedral, em 5 de novembro de 1723. Concedeu permissão para ser eleito bispo de Hildesheim, em 9 de dezembro de 1723. Recebeu o subdiaconato em 1724. Concedeu permissão para ser eleito bispo de Eischtätt, 12 de janeiro de 1725. Preconizado bispo coadjutor de Freising, com direito de sucessão, mantendo a diocese de Ratisbona, 12 de abril de 1726. Administrador dos negócios temporais da diocese de Freising, 8 de março de 1727. Dois dias depois, 10 de março de 1727, Johannes Sigmund Zeller von Leibersdor, bispo titular de Belle e sufragâneo de Freising, e Johannes Ludwig Joseph von Welden, cônego do capítulo da catedral de Freising, foram nomeados administradores para assuntos espirituais da diocese de Freising. Nessa época ele era apenas um subdiácono e pai de uma filha ilegítima. Único administrador dos assuntos temporais da sé de Ratisbona, 4 de setembro de 1727. Concedeu dispensa para receber o diaconato e o presbiterado fora das têmporas, 17 de dezembro de 1728. Johannes Sigmund Zeller von Leibersdor, bispo titular de Belle e sufragâneo de Freising, e Johannes Ludwig Joseph von Welden, cônego do capítulo da catedral de Freising, foram nomeados administradores para assuntos espirituais da diocese de Freising. Nessa época ele era apenas um subdiácono e pai de uma filha ilegítima. Único administrador dos assuntos temporais da sé de Ratisbona, 4 de setembro de 1727. Concedeu dispensa para receber o diaconato e o presbiterado fora das têmporas, 17 de dezembro de 1728. Johannes Sigmund Zeller von Leibersdor, bispo titular de Belle e sufragâneo de Freising, e Johannes Ludwig Joseph von Welden, cônego do capítulo da catedral de Freising, foram nomeados administradores para assuntos espirituais da diocese de Freising. Nessa época ele era apenas um subdiácono e pai de uma filha ilegítima. Único administrador dos assuntos temporais da sé de Ratisbona, 4 de setembro de 1727. Concedeu dispensa para receber o diaconato e o presbiterado fora das têmporas, 17 de dezembro de 1728.
Ordenado em 8 de abril de 1730. Concedeu dispensa, por idade, para receber a consagração episcopal (teria então 27 anos), em 4 de agosto de 1730. Sagrado bispo em 1º de outubro de 1730, na catedral de Münster, por seu irmão Clemens August Maria von Bayern, arcebispo de Colônia, auxiliado por Johann Adolf von Horde, bispo titular de Flaviopoli, e por Ferdinand Oesterhof, bispo titular de Agatonice. Administrador dos assuntos espirituais das sedes de Ratisbona e Freising, 14 de dezembro de 1730. Concedeu dispensa para ser eleito para o colégio reitor de Ellwangen. Canon do capítulo da catedral de Liège, 1738.
Criado cardeal e reservado in pectore no consistório de 9 de setembro de 1743; publicado no consistório de 17 de janeiro de 1746; o papa enviou-lhe o barrete vermelho com Ablegato apostólico Lazzaro Opizio Pallavicini, futuro cardeal, com um breve apostólico de 27 de abril de 1746; recebeu o gorro vermelho e o título de S. Lorenzo em Pansiperna, em 27 de abril de 1746. Concedeu permissão para ser eleito bispo de Speyer, em 23 de setembro de 1743. Concedeu dispensa para ser eleito bispo de Liège, em 27 de dezembro de 1743. Eleito bispo de Liège por seu capítulo da catedral, 23 de janeiro de 1744; preconizado pelo papa, em 12 de fevereiro de 1744, mantendo as dioceses de Ratisbona e Freising como administradoras. Não participou do conclave de 1758, que elegeu o Papa Clemente XIII. Optou pelo título de S. Maria in Aracoeli, 12 de fevereiro de 1759. Optou pelo título de S. Lorenzo in Lucina, 13 de julho de 1761. Cardeal protoprete .
Morreu em Liège em 27 de janeiro de 1763. Exposto e enterrado na catedral de Saint-Lambert, Liège; seu coração, segundo um antigo costume do Wittelsbacher bávaro , foi depositado na Grace Chapel, Altöettinger.